# Istanbul Cup
Кубок Стамбула з тенісу (англ. İstanbul Cup) — жіночій тенісний турнір міжнародної серії, який проводиться WTA в Стамбулі, Туреччина, на ґрунтових кортах з 2005 року (до 2009 категорія Tier III).

## Переможниці

### Одиночний розряд
| Рік       | Переможець                        | Фіналіст                          | Рахунок у фіналі                  |
| --------- | --------------------------------- | --------------------------------- | --------------------------------- |
| 2020      | Патріція Марія Ціг                | Ежені Бушар                       | 2–6, 6–1, 7–6(7–4)                |
| 2019      | Петра Мартич                      | Маркета Вондроушова               | 1–6, 6–4, 6–1                     |
| 2018      | Полін Пармантьє                   | Полона Герцог                     | 6–4, 3–6, 6–3                     |
| 2017      | Еліна Світоліна                   | Елізе Мертенс                     | 6–2, 6–4                          |
| 2016      | Чагла Бююкакчай                   | Данка Ковінич                     | 3–6, 6–2, 6–3                     |
| 2015      | Леся Цуренко                      | Уршуля Радванська                 | 7–5, 6–1                          |
| 2014      | Каролін Возняцкі                  | Роберта Вінчі                     | 6–1, 6–1                          |
| 2011–2013 | Не проводився через Чемпіонат WTA | Не проводився через Чемпіонат WTA | Не проводився через Чемпіонат WTA |
| 2010      | Анастасія Павлюченкова            | Олена Весніна                     | 5–7, 7–5, 6–4                     |
| 2009      | Віра Душевіна                     | Луціє Градецька                   | 6–0, 6–1                          |
| 2008      | Агнешка Радванська                | Олена Дементьєва                  | 6-3, 6-2                          |
| 2007      | Олена Дементьєва                  | Араван Резаї                      | 7-6(5), 3-0 від                   |
| 2006      | Шахар Пеєр                        | Анастасія Мискіна                 | 1-6, 6-3, 7-6(3)                  |
| 2005      | Вінус Вільямс                     | Ніколь Вайдішова                  | 6-3, 6-2                          |

### Парний розряд
| Рік       | Переможниці                            | Фіналістки                           | Рахунок у фіналі                  |
| --------- | -------------------------------------- | ------------------------------------ | --------------------------------- |
| 2020      | Алекса Гуарачі Дезіре Кравчик          | Еллен Перес Сторм Сендерс            | 6–1, 6–3                          |
| 2019      | Тімеа Бабош Крістіна Младенович        | Алекса Гуарачі Сабріна Сантамарія    | 6–1, 6–0                          |
| 2018      | Лян Чень Чжан Шуай                     | Ксенія Кнолль Анна Сміт              | 6–4, 6–4                          |
| 2017      | Даліла Якупович Надія Кіченок          | Ніколь Мепіхар Елізе Мертенс         | 7–6(8–6), 6–2                     |
| 2016      | Андрея Міту Іпек Сойлу                 | Ксенія Кнолль Данка Ковінич          | без гри                           |
| 2015      | Дарія Гаврилова Еліна Світоліна        | Чагла Бююкакчай Єлена Янкович        | 5–7, 6–1, [10–4]                  |
| 2014      | Дой Місакі Еліна Світоліна             | Оксана Калашнікова Паула Каня        | 6–4, 6–0                          |
| 2011–2013 | Не проводився через Чемпіонат WTA      | Не проводився через Чемпіонат WTA    | Не проводився через Чемпіонат WTA |
| 2010      | Елені Даніліду Ясмін Вер               | Марія Кондратьєва Владіміра Углірова | 6–4, 1–6, [11–9]                  |
| 2009      | Луціє Градецька Рената Ворачова        | Юлія Ґерґес Патті Шнідер             | 2–6, 6–3, [12–10]                 |
| 2008      | Джилл Крейбас Ольга Говорцова          | Марина Еракович Полона Герцог        | 6–1, 6–2                          |
| 2007      | Агнешка Радванська Уршуля Радванська   | Чань Юнчзянь Саня Мірза              | 6–1, 6–3                          |
| 2006      | Альона Бондаренко Анастасія Якимова    | Саня Мірза Алісія Молік              | 6–2, 6–4                          |
| 2005      | Марта Морреро Антонелла Серра Дзанетті | Даніела Клеменшиц Сандра Клеменшиц   | 6–4, 6–0                          |